# Reprezentacja Islandii w piłce siatkowej kobiet
Reprezentacja Islandii w piłce siatkowej kobiet – narodowa reprezentacja tego kraju, reprezentująca go na arenie międzynarodowej.

## Osiągnięcia

### Igrzyska małych państw Europy
- 2. miejsce – 1997
- 3. miejsce – 2009

### Mistrzostwa Europy Małych Państw
- 1. miejsce – 2007

## Udział i miejsca w imprezach

### Mistrzostwa Europy
Drużyna jeszcze nigdy nie wystąpiła na Mistrzostwach Europy.

### Igrzyska małych państw Europy
| Rok  | Kraj          | Miejsce    |
| ---- | ------------- | ---------- |
| 1989 | Cypr          | ?          |
| 1991 | Andora        | ?          |
| 1993 | Malta         | ?          |
| 1995 | Luksemburg    | ?          |
| 1997 | Islandia      | 2. miejsce |
| 1999 | Liechtenstein | ?          |
| 2001 | San Marino    | ?          |
| 2003 | Malta         | 5. miejsce |
| 2005 | Andora        | 4. miejsce |
| 2007 | Monako        | 5. miejsce |
| 2009 | Cypr          | 3. miejsce |
| 2011 | Liechtenstein | 5. miejsce |

### Mistrzostwa Europy Małych Państw
| Rok  | Kraj          | Miejsce      |
| ---- | ------------- | ------------ |
| 2000 | Malta         | 7. miejsce   |
| 2002 | Luksemburg    | 4. miejsce   |
| 2004 | Liechtenstein | brak udziału |
| 2007 | Szkocja       | 1. miejsce   |
| 2009 | Liechtenstein | brak udziału |
| 2011 | Luksemburg    | brak udziału |